# Дэнсон, Джейн
Джейн Дэ́нсон (англ. Jane Danson), урождённая — До́усон (англ. Dawson; 8 ноября 1978, Бери, Большой Манчестер, Англия, Великобритания) — английская актриса.

## Биография
Джейн Доусон родилась 8 ноября 1978 года в Бери (графство Большой Манчестер, Англия, Великобритания). Она окончила «Radcliffe High School».
Джейн дебютировала в кино в 1991 году, сыграв роль Айлин Критхлт в 7-ми эпизодах телесериала «G.B.H.». Всего она сыграла в 12-ти телесериалах.
С 10 декабря 2005 года Джейн замужем за актёром Робертом Беком (род.1970). У супругов есть два сына — Гарри Александр Джек Бек (род.14.07.2006) и Сэм Алфи Роберт Бек (род.26.02.2009).